# Wild About Safety
Wild About Safety (of voluit Timon and Pumbaa's Wild About Safety) is een educatieve serie van 8 korte films. De films werden allemaal geproduceerd door Disney Educational Productions. Dit deden ze in een co-productie met Duck Studios en Underwriters Laboratories. De hoofdrollen werden vertolkt door Timon en Pumbaa uit The Lion King en de serie behoort tot de Lion King-franchise. De korte films behoren tevens ook tot het educatieve programma Safety Smart van Underwriters Laboratories. In de korte films is Timon onveilig en geeft Pumbaa hem allerlei tips over een bepaald onderwerp.

## Overzicht
- Safety Smart: At Home! verscheen op 27 januari 2008.[1]
- Safety Smart: Goes Green! verscheen op 23 februari 2009.[2]
- Safety Smart: In the Water! verscheen op 27 april 2009.[3]
- Safety Smart: About Fire! verscheen op 16 november 2009.[4][5][6][7]
- Safety Smart: Healthy and Fit! verscheen op 21 maart 2011[8][9][10][11]
- Safety Smart: Online! verscheen op 13 augustus 2012[12][13][14][15]
- Safety Smart: Honest and Real! verscheen in 2013.[16][17][18]
- Safety Smart: On the Go! verscheen in 2013[19][20]

## Verhaal

### Safety Smart: At Home!
Timon en Pumbaa verhuizen. Hun nieuwe woonst blijkt echter onveilig te zijn. Pumbaa geeft vervolgens allerlei tips over veiligheid in huis aan Timon die zich er eerst niet veel van aantrekt. Uiteindelijk doet Timon alsof hij het huis veilig gemaakt heeft.

### Safety Smart: Goes Green!
Timon en Pumbaa wandelen in de jungle onderweg naar hun favoriete vakantieplek, maar opeens gooit Timon zijn lege fles op de grond. Hierna leert Pumbaa Timon wat recyclage is. Hun vakantieplek blijkt volledig uitgestorven te zijn. Vervolgens zorgen ze voor het milieu waardoor alles weer terug normaal is.

### Safety Smart: In the Water!
Timon en Pumbaa gaan zwemmen. Hiervoor zorgt Pumbaa ervoor dat Timon niets onveilig doet.

### Safety Smart: About Fire!
Ze slapen, maar opeens gaat hun rookmelder af. Timon denkt dat er brand is, maar Pumbaa maakt al snel duidelijk dat de batterij bijna leeg is. Vervolgens maakt Pumbaa van de gelegenheid gebruik om Timon wat te leren hoe je veilig met vuur omgaat.

### Safety Smart: Healthy and Fit!
Pumbaa wil vroeg opstaan om te oefenen met Timon voor de Jungle Games, maar Timon blijkt ziek te zijn. Pumbaa is teleurgesteld en geeft allerlei tips over hoe je gezond en hygiënisch leeft.

### Safety Smart: Online!
Timon gaat onveilig om met zijn tablet en kijkt niet waar hij loopt. Pumbaa geeft daarna tips over hoe je veiliger online gedraagt.

### Safety Smart: Honest and Real!
Een nijlpaard won de wedstrijd voor beste karakter daar ze eerlijk is en goede keuzes maakt. Ter ere van haar wordt er een feest gehouden. Timon is chagrijnig omdat hij vond dat hij moest winnen en helpt ondertussen met tegenzin mee aan het feest.  Pumbaa leert Timon vervolgens dat hij zich netjes moet gedragen om die prijs te winnen.

### Safety Smart: On the Go!
Timon en Pumbaa moeten ergens zijn, maar Pumbaa treuzelt. Timon zet hem aan tot haast, maar Pumbaa zegt dat het veiliger is om rustiger aan te doen. Vervolgens leert hij Timon ook nog allerlei dingen hoe je je gedraagt in het verkeer met bepaalde voertuigen zoals de trein of de bus.

## Rolverdeling
- Bruce Lanoil als het stokstaartje Timon
- Ernie Sabella als het knobbelzwijn Pumbaa

## Achtergrond
Underwriters Laboratories is een bedrijf dat zich toelegt op educatief materiaal. Zij ontwikkelden het programma Safety Smart. In samenwerking met Disney werkten ze als onderdeel van Safety Smart aan een serie van korte films rond de personages Timon en Pumbaa die eerder in The Lion King speelden. Voor de animatie ging Disney een samenwerking aan met Duck Studios.

## Prijzen en nominaties
| jaar | prijs                                    | genomineerde(n)              | uitslag  |
| ---- | ---------------------------------------- | ---------------------------- | -------- |
| 2009 | Teachers’ Choice Award                   | Safety Smart: At Home!       | Gewonnen |
| 2009 | Parents' Choice Award                    | Safety Smart: Goes Green!    | Gewonnen |
| 2009 | Parents' Choice Award                    | Safety Smart: In the Water!  | Gewonnen |
| 2009 | Environmental Media Award                | Safety Smart: Goes Green!    | Gewonnen |
| 2010 | Parents' Choice Award                    | Safety Smart: About Fire!    | Gewonnen |
| 2010 | AEP Distinguished Achievement Award      | Safety Smart: About Fire!    | Gewonnen |
| 2012 | Parents' Choice Award                    | Safety Smart: Healthy & Fit! | Gewonnen |
| 2013 | Learning Magazine Teachers’ Choice Award | Safety Smart: Healthy & Fit! | Gewonnen |
| 2013 | Parents' Choice Award                    | Safety Smart: Online!        | Gewonnen |
| 2013 | Parents' Choice Award                    | Safety Smart: Honest & Real! | Gewonnen |
| 2013 | Parents' Choice Award                    | Safety Smart: On the Go!     | Gewonnen |